# Чорна (Упоровський район)
Чо́рна (рос. Чёрная) — присілок у складі Упоровського району Тюменської області, Росія.
Населення — 750 осіб (2010, 726 у 2002).
Національний склад станом на 2002 рік:
- росіяни — 90 %